# Самуель Кармона
Самуель Кармона Ередіа (ісп. Samuel Carmona Heredia, 28 травня 1996) — іспанський професійний боксер, призер чемпіонату Європи серед аматорів.

## Аматорська кар'єра
На чемпіонаті Європи 2015 переміг Мануеля Каппаї (Італія), а у чвертьфіналі програв Василю Єгорову (Росія).
На чемпіонаті світу 2015 програв в другому бою Хоанісу Архілагосу (Куба).
На Олімпійських іграх 2016 переміг Артура Оганесяна (Вірменія) та Педді Барнса (Ірландія), а у чвертьфіналі програв Юберхену Мартінесу (Колумбія).
На чемпіонаті Європи 2017 завоював бронзову медаль.
- В 1/8 фіналу переміг Тінко Банабакова (Болгарія) — 5-0
- У чвертьфіналі переміг Федеріко Серра (Італія) — 5-0
- У півфіналі програв Галалу Яфай (Англія) — 2-3

## Професіональна кар'єра
Дебютував на профірингу 2019 року. 3 грудня 2022 року зустрівся в бою з чемпіоном світу за версією WBC в найлегшій вазі Хуліо Сезар Мартінесом (Мексика) і програв рішенням більшості суддів.